# Joseph Kaufholz
Joseph Benedikt Kaufholz (* 31. Dezember 1798 in Marbach, Hochstift Fulda; † 19. Mai 1859) war ein deutscher Landwirt und Mitglied der kurhessischen Ständeversammlung.

## Leben
Joseph Kaufholz betrieb in Haselstein eine Landwirtschaft und hatte in den Jahren 1838, 1840 und 1842 ein Mandat für den kurhessischen Landtag, gewählt für Hünfeld (Land).
Die Ständeversammlung wurde nach den Unruhen im Jahre 1830 zum Zweck der Beratung und Verabschiedung einer Verfassung gebildet und hatte bis 1866 Bestand, als das Land Hessen durch Preußen annektiert wurde.